# インディアスの破壊についての簡潔な報告
『インディアスの破壊についての簡潔な報告』（インディアスのはかいについてのかんけつなほうこく、西: Brevísima relación de la destrucción de las Indias）は、1552年にスペイン出身のドミニコ会士であるバルトロメ・デ・ラス・カサス（1484年-1566年）が著した書籍。インディアス破壊を弾劾する簡略なる陳述という日本語訳もある。以下、『報告』と略記する。
インディアスとは、西インド諸島やアメリカ大陸などスペイン人が到達した地域を指す。スペインの征服によって、各地の先住民が受けた被害の実態を記録したのが本書である。著者のラス・カサスは征服者から回心して聖職者になり、植民地での平和的な布教と、先住民への圧政の停止を求めて活動した。『報告』の執筆もその一環だった。
『報告』の内容は、スペイン本国や植民地で賛否を呼んだ。内容が恐ろしいために、事実だとしても出版するべきではないとされて禁書となり、ラス・カサスは植民者や本国の征服支持者から批判を受けた。ラス・カサスは本書の記録を通して、平和的な布教の必要性、征服戦争への批判、先住民への理解などの意見を述べている。スペインによる事例が書かれているが、特定の国を攻撃する目的はなく、征服戦争そのものの停止を訴えた。しかし他のヨーロッパ諸国では反スペインの根拠として利用され、征服戦争への批判や先住民への理解は重要視されなかった。
18世紀以降の中南米では、独立や自治権を得るための活動が活発になり、『報告』が出版されて広く読まれた。19世紀以降に起きたインディオ擁護運動であるインディヘニスモにおいても、ラス・カサスは高く評価された。現在ではラス・カサスは「インディオの使徒」や「反植民地運動の先駆者」とも呼ばれるようになった。

## 時代背景・著者

### 征服戦争をめぐる議論

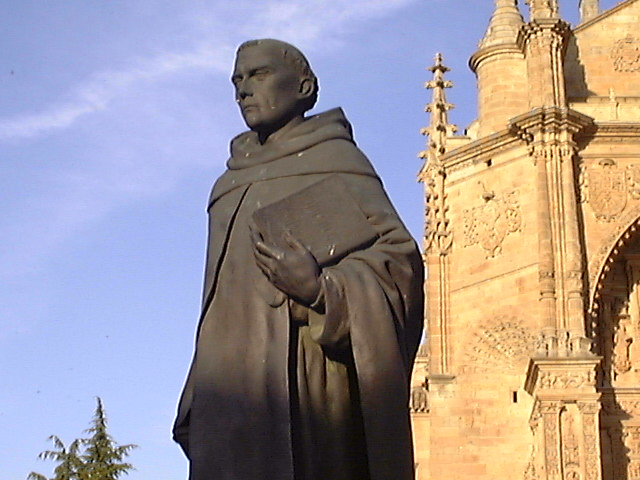
フランシスコ・デ・ビトリア。スペインの征服戦争に異議を唱え、サラマンカ学派の始祖としても知られる。

1492年にクリストバル・コロン（コロンブス）が西インド諸島に到達したのち、スペインからはコンキスタドーレスと呼ばれる征服者や探検家が大西洋を渡り、アメリカ大陸の植民地化を進めた。各地の先住民はインディオと呼ばれ、征服者によって多大な犠牲をこうむった。植民者によるインディオへの虐待は、早くから同国人に批判されていた。初期の有名な批判者として、神学者・哲学者のフランシスコ・デ・ビトリアがいる。ビトリアは、インディアスにも理性的な社会があるという観点から、スペインの征服戦争には正当な根拠がないと論じた。ビトリアの思想は、のちのサラマンカ学派に引き継がれた。

### ラス・カサスの回心

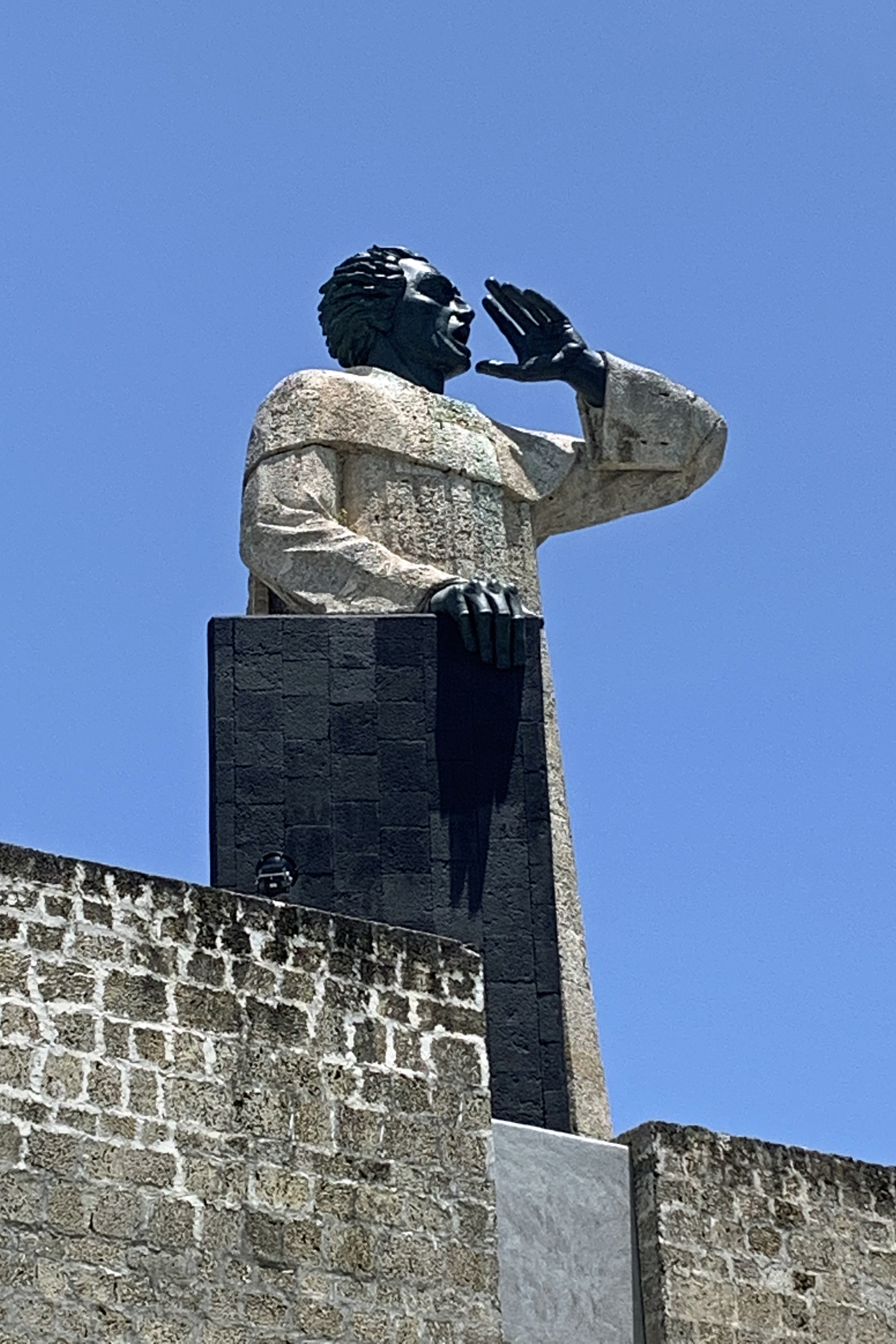
アントニオ・モンテシーノス。インディオへの圧政を批判し、ラス・カサスに影響を与えた。

著者のラス・カサスは司祭兼・植民者として大西洋を渡り、エスパニョーラ島やキューバ島の遠征に参加する。その功績でインディオの奴隷と土地を分配されるが、スペイン軍による虐殺を目撃することにもなった。1511年（27歳）にラス・カサスはサント・ドミンゴで行われたドミニコ会士アントニオ・モンテシーノスの説教を聴く。モンテシーノスは、インディオに対する植民者の圧政を糾弾し、そのような行いをする者は魂の救済を得られないと語った。ラス・カサスは1514年（30歳）に奴隷と土地を返上してインディオを擁護する活動を始め、1516年（32歳）にインディオ保護官、1522年（38歳）にドミニコ会士となった。
ラス・カサスはスペインの征服政策を止めるために1540年（56歳）にスペインに戻って言論活動を行う。彼の活動はスペイン王室にも影響を与え、インディオの擁護を主目的とするレイエス・ヌエバス（通称インディアス新法。1542年）が成立した。この時期に、ラス・カサスはバレンシアで『報告』の最初の原稿を執筆している。

### 植民者からの迫害

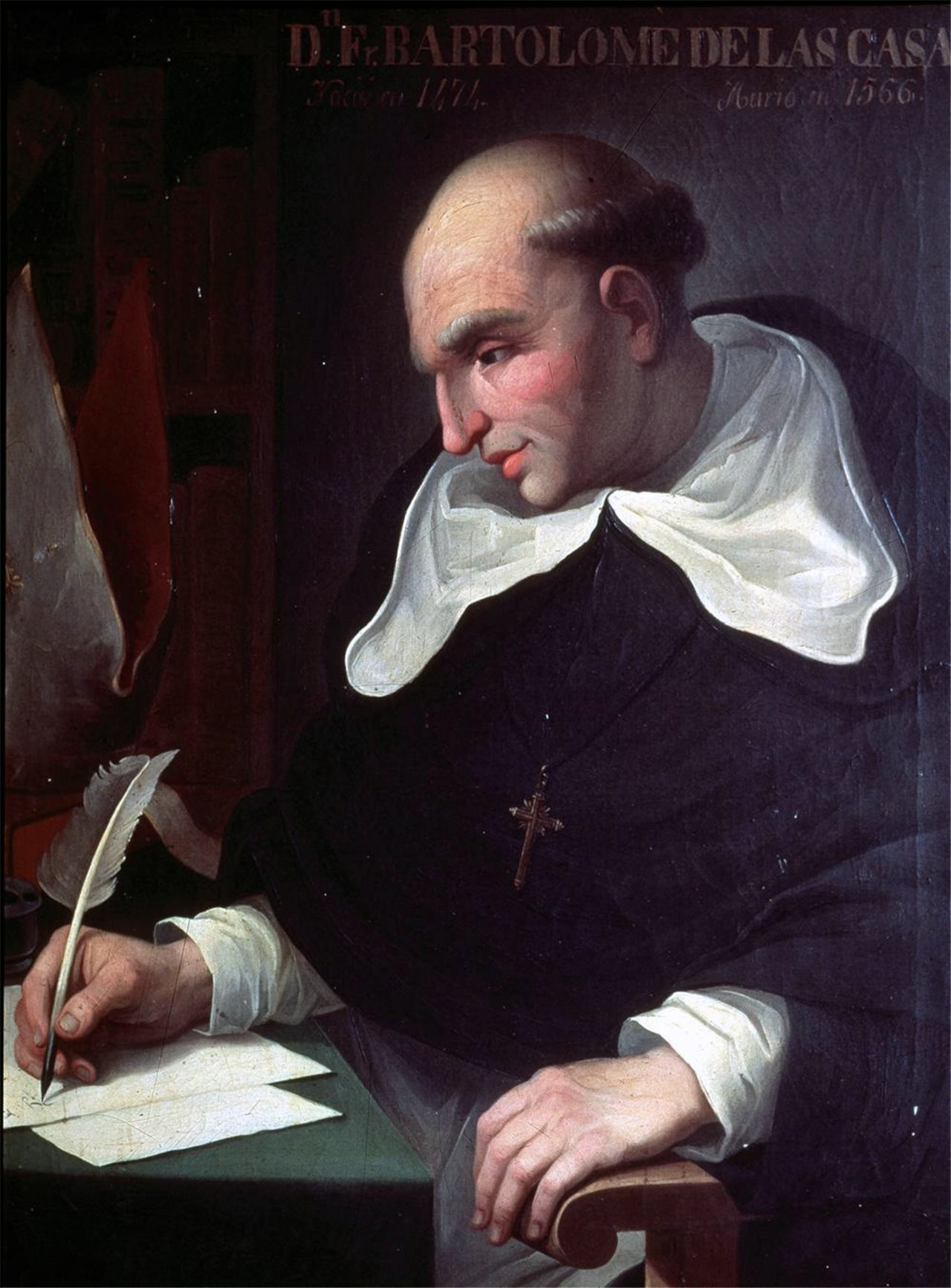
著者ラス・カサスの肖像画。セビーリャ、コロンブス図書館蔵

インディアス新法には、植民地制度であるエンコミエンダの段階的な廃止が含まれていた。また、インディオは自由民でありスペイン国王の臣民であるとして、インディオの奴隷制の廃止と労働条件の改善も定められていた。このため植民者の反感を呼び、ペルー副王領ではスペインに対する反乱が起きる。また、エンコミエンダ存続を願う植民者は、赤字に苦しむ王室に献金をしてエンコミエンダの存続をはかった。これに対して、ラス・カサスの影響を受けたペルーのドミニコ会士は、インディオの首長と協力してエンコミエンダ廃止運動を始めた。
ラス・カサスは1544年（60歳）にアメリカ大陸へ戻ったが、エンコミエンダ廃止を求める人物として植民者から激しく批判され、植民地当局とも対立して命の危険にさらされるほどになった。スペイン国王カルロス1世（カール5世）は、ペルー副王領での反乱や、植民者の請願などの状況をうけて、エンコミエンダの段階的廃止を撤回する。それを知ったラス・カサスはスペインで活動することを決め、これが最後の航海となった。スペインへの出発前のメキシコでも、『報告』が書き進められた。

### 論戦と『報告』の刊行
スペインでのラス・カサスは征服反対派の論客として、征服賛成派のフアン・ヒネス・デ・セプルベダと対立した。2人の対立は政治的に拡大し、植民者は征服賛成派を支援し、サラマンカ学派は征服反対派の立場に立った。スペインでは、ペルー副王領の反乱をはじめとして本国に従わない植民者が次第に問題視され、ラス・カサスの主張が受け入れられるようになっていった。そして1550年にカルロス1世は征服遠征を中断し、正当な征服とキリスト教への改宗を検討する会議（1550年-1551年）を開催する。ここでもラス・カサスとセプルベダは論戦を行い、バリャドリード論戦と呼ばれた。この論戦の結果についての会議録はなく、ラス・カサスとセプルベダの両者が勝利を主張した。ラス・カサスは改革を進めるために、1552年（68歳）に8編の原稿を当局に無断で印刷・刊行することを決意する。その中に含まれていたのが『報告』であった。

## 内容

### 本書の目的
要約の趣旨と序詞によれば、インディアスにおける植民者の行為を王室に知らせることを目的としていた。ラス・カサスは皇帝や皇太子が植民者の不正を理解し、その活動をしりぞけることを望んだ。国王カルロス1世はスペインを不在にすることが多かったため、インディアス政策の責任者でもある皇太子フェリペ2世にも宛てられている。

### 圧政の記録
『報告』のもとになった内容は、ラス・カサスが1540年に王室でインディアスの事情を報告したことに端を発する。ラス・カサスの話を聞いた面々は茫然自失となり、簡潔な文書にまとめるように要請したとされる。数々の略奪や大量殺害が書かれており、イエズス会の異端審問官は、あまりに内容が恐ろしく、事実だとしても出版するべきではないと述べた。こうした反応が、のちの禁書扱いへとつながる。

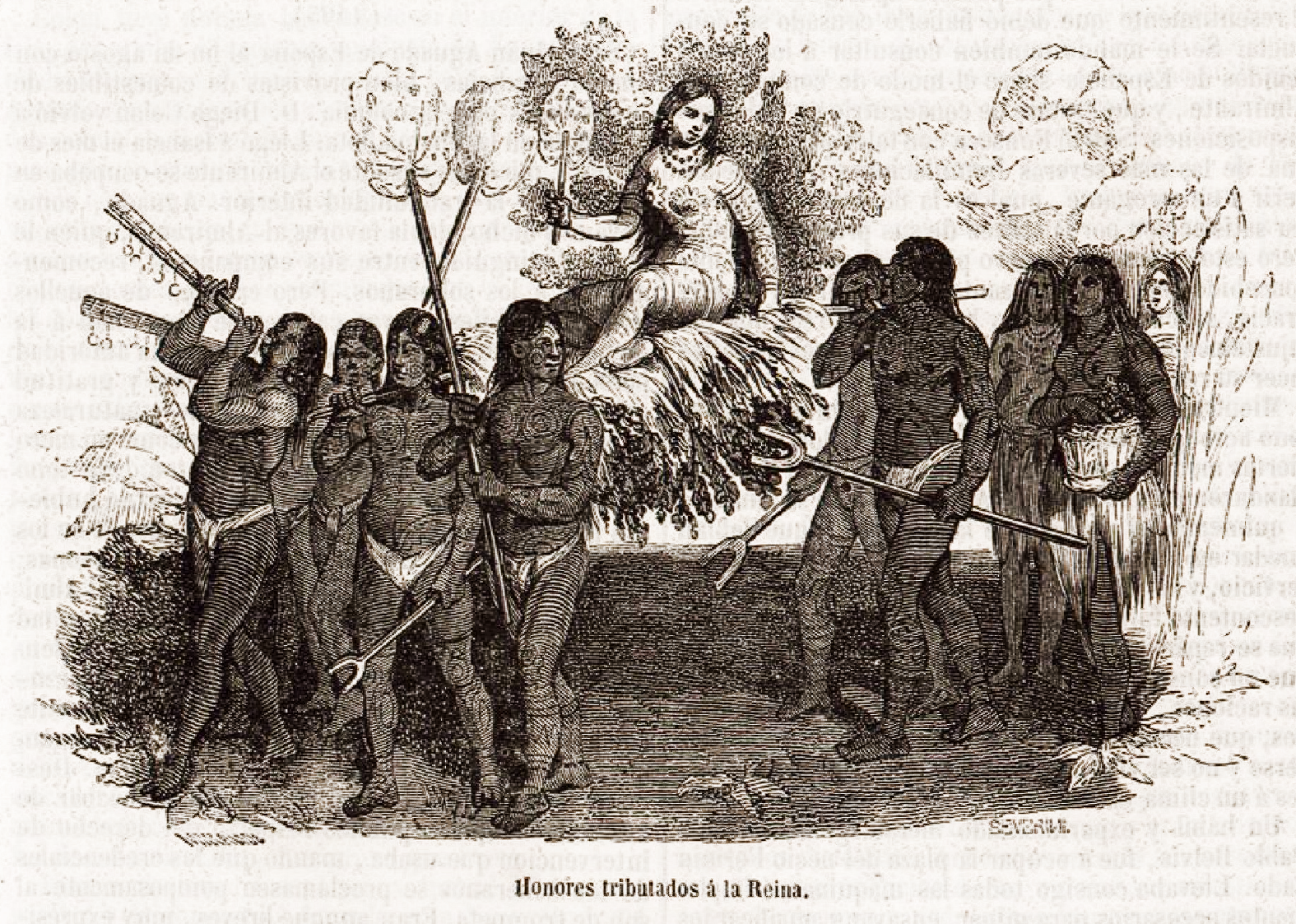
イスパニューラ島のベエチオ王国の女王アナカオナ。イスパニョーラ島の王国は全て滅ぼされた。

インディオ側では、次のような人物が記録されている。イスパニューラ島の5つの王国の支配者であるグアリオネクス、グアカナガリー、カオナボー、アナカオナ、イグアナマー（Iguanamá）。キューバのアトゥエイ。アステカ帝国のモンテスマ（モクテスマ2世）。インカ帝国のアタバリバ（アタワルパ）。イスパニョーラ島やキューバ島のインディオは、現在はタイノ人と呼ばれている。
圧政を行なった征服者の名前は書かれていない。隊長（カピタン）や提督（アルミランテ）、総督（ゴベルナドール）などの地位で呼ばれるか、「無法者」（ティラーノ）、「神にも見捨てられた例の男」などと呼ばれている。史料との照合によって、ラス・カサスが批判したのは以下のような人物であると判明している。
フランシスコ・ロルダーン、クリストバル・コロン、ニコラス・デ・オバンド、パンフィロ・デ・ナルバエス、ぺドラリアス・ダビラ、フアン・デ・ケベード、エルナン・コルテス、ペドロ・デ・アルバラード、ベルトラン・ヌニョ・デ・グスマーン、フランシスコ・デ・モンテーホ、ペドロ・デ・メンドーサ、フランシスコ・ピサロ。

### ラス・カサスの意見
歴史的な報告として書かれてはいるが、ラス・カサスの意見が各所で語られており、思想書としての面も持っている。ラス・カサスの意見は以下のように多岐にわたる。
インディオについて
インディオについては、素朴で従順であり、明晰な判断力を持ち、優れた教えを理解できると観察した。しかし、征服者たちが各地で行う残酷な行為のため、インディオにキリスト教を布教する障害になっているとした。インディオを商品にする奴隷貿易やエンコミエンダ制にも反対している。
征服戦争について
スペインの征服戦争の正当性について否定し、インディオは正当に戦ったがキリスト教徒の仕掛けた戦闘は不正に満ちているとした。その例として、黄金を得るためにアタバリバ（アタワルパ）王を騙して人質に取った行為などがあげられている。インディオ向けには降伏勧告状の制度があったが、これはスペイン国王による支配やカトリックの布教をインディオに要求し、拒否した場合には懲罰としての戦争を行うという内容だった。ラス・カサスは降伏勧告状が戦争を正当化するためにあり、理不尽でばかばかしいと断じた。
平和的な布教
ドミニコ会士であるラス・カサスは、平和的な布教の観点から征服戦争を否定した。伝道士による布教活動を、キリスト教徒である植民者が戦争によって妨害することは罪であると論じた。また、征服戦争の原因は黄金への欲望をはじめとする貪欲さであり、この貪欲さが伝道士による社会的弱者の保護を妨害するとした。
スペイン君主の評価
スペインの君主では、インディオの保護に関心を持っていたイサベル1世に肯定的評価をしている。その反面、スペイン人征服者に国王の裁きが下されなかったことが書かれており、暗に君主への批判になっている。
こうしたラス・カサスの持論は、のちに『報告』が高く評価される理由にもなった。

### 原稿・史料
原稿は、1542年のバレンシア、1546年のメキシコ市、1552年のセビーリャに分けて執筆された。ラス・カサスが執筆に用いた史料は、現時点で以下のようなものが判明している。
- カリブ海：1518年にエスパニューラ島のドミニコ会士が書いた国璽尚書ジャン・ル・ソヴァージュ宛の書簡[63]。
- ヌエバ・エスパーニャ、グァテマラ：エルナン・コルテス『報告書簡』、ペドロ・デ・アルバラードの書簡、メキシコ初代司教フアン・デ・スマラガのカルロス1世宛の書簡[63]。
- ティエラ・フィルメ：フェルナンデス・デ・オビエド（スペイン語版、英語版）『インディアスの博物誌および征服史』[63]。
- サンタ・マルタ：司教フアン・フェルナンデス・デ・アングロのカルロス1世宛の書簡[63]。
- ペルー：クリストバル・デ・メナ（スペイン語版、英語版）『ペルー征服史』、フランシスコ・デ・ヘレス（英語版）『インカ帝国遠征記』、エルナンド・ピサロのカルロス1世宛の報告書、パナマ司教エスピノサのカルロス1世宛の書簡。修道士マルコス・デ・ニサの書簡[63]。
- ベネスエラ王国：インディアス枢機会議の証拠資料[64]。

また、エスパニューラ島やキューバ島などについては、ラス・カサス自身が目撃した出来事も書かれている。

## 出版
1552年、セビーリャの書籍印刷業者セバスティアン・トゥルヒーリョの店で印刷された。原稿は8篇あり、アメリカ大陸に行くドミニコ会の伝道士に渡すために『聴罪規範』などの実務的な4篇を先に印刷し、次に残り4篇を印刷した。残り4篇は『報告』以外は論理的な内容が多く、いずれもインディアス政策に関するものだった。これら8篇はすべて当局の許可を得ずに印刷・刊行されており、その理由については時間的余裕がなかった点、許可の必要がなかったなど諸説がある。また、ラス・カサス自身が「カサウス」という高貴な出自を想像させる姓を印刷しているのは、内容の信憑性を権威づける意図があったとされる。

### 『報告』出版後の著作
ラス・カサスは、『報告』の出版後もインディオとインディアスについて著述を続けた。
- 『譲渡不能な王室財産と公職売買の不正について』（1556年）：エンコミエンダ制の恒久化に反対する内容[68]。
- 『インディアス文明誌』（1558年）、『インディアス史』（1959年）：「インディアス誌」として長年執筆していた内容を分割した。原稿はサン・グレゴリオ神学院に寄贈された[69]。
- 『ペルー財宝論』（1562年）：インディオの正当防衛権や、スペイン国王によるペルー支配の否定、スペインによる賠償の義務を論じた[70]。
- 『王権論』（1563年）：インディオの主権と財産権について[70]。
- 『12の疑問に答える』（1564年）：ドミニコ会士からの質問への返答という構成。スペイン人による賠償、スペイン国王がインカ王へ支配権を返却する方法を具体的に論じた。『財宝論』が理論書で『疑問』は実用書にあたる[71]。

遺言では、自著を40年間門外不出とするように求めた。

## 影響・翻訳
出版後の歴史について、本書の影響を中心に記述する。

### スペイン
『報告』が刊行されると、インディアスの植民者を中傷する内容であるとして非難された。1556年にカール5世を継いでスペイン国王に即位したフェリペ2世は、1571年にラス・カサスの全文書をエル・エスコリアル修道院に保管し、1579年には閲覧を禁止した。このため、スペインでの出版は1世紀近く途絶えた。
スペイン語での2回目の『報告』刊行は、1646年のカタルーニャのバルセロナで行われた。当時のカタルーニャはカスティーリャからの独立を求めて運動中であり、文中の「スペイン人」表記が「カスティーリャ人」に書き換えられた。『報告』は異端審問所でも注目され、1660年にアラゴンの異端審問所が禁書とした。政府も決定を追認し、「国の威信を傷つける有害な書物」として所持や読書を禁じた。禁書扱いは1879年まで続いた。
インディアスで伝道をした宣教師たちを中心として、ラス・カサスの活動を肯定する著作を発表する者もいた。他方で特に19世紀から『報告』が激しく批判され、スペインをおとしめる黒い伝説と呼ばれた。『報告』の内容を妄想とみなす説もあった。

### ヨーロッパの他国
スペインと宗教的・政治的に対立する国々において、『報告』は反スペインの論拠として翻訳されて読まれた。最初の翻訳は、スペインからの独立をはかっていたネーデルラントで行われた。1578年にオランダ語版が出版され、1579年にフランス語版、1583年には英語版、1598年にラテン語版が出た。フランス語版と英語版には、ネーデルラント独立運動を支援する目的もあった。ラテン語版にはテオドール・ド・ブリらの版画が掲載され、残酷な場面の数々が視覚化された。17世紀にはイタリア語版やドイツ語版も出版され、インディオとスペイン人についてのイメージが普及することになった。
『報告』の他にもスペインの征服戦争を批判した書籍は出ており、ミラノ人のジローラモ・ベンツォーニが『新世界史』（1565年）を著している。ベンツォーニの本には、ラス・カサスの『報告』と同じ事件も書いてあるが、『報告』を読んでいたかどうかは確かではない。ドミニコ会士としてアメリカにいたイギリス人のトマス・ゲイジは、『西インド新見聞録』（1648年）を著してスペインの政策を批判しており、序文でラス・カサスに触れている。
ラス・カサスの活動や『報告』の内容を題材とする文芸作品も作られ、ヴォルテールの戯曲『アルジール』（1736年）や、ジャン＝フランソワ・マルモンテルの小説『インカ帝国の滅亡』（1777年）などがある。
ラス・カサスは『報告』の序詞にあるように、征服戦争そのものを批判している。しかしスペインに対抗する諸国は、スペイン攻撃の材料として『報告』を利用するために翻訳をした。そのために多くの外国語訳では序詞が削除され、征服戦争は否定されなかった。スペインやポルトガルに続いて、ヨーロッパ諸国もアメリカ大陸の植民地化を行なった（後述）。

### アメリカ

#### インディオ
1519年段階ではメキシコ全土の人口は推定2000万人だったが、征服者が上陸した土地は、50年を経過する頃には人口が1割ほどまで激減した。タイノ人のように社会としては消滅した集団もあった。圧政の影響とともに、ヨーロッパから運ばれた伝染病の影響が大きかったとされている。1529年にエスパニョーラ島に来たドイツ人のニコラウス・フェーダーマンは、コロンブスがきた当時には50万人いたインディオの大半が天然痘で死亡し、今では2万人になったと書いている。ただしラス・カサスは、本書では伝染病を死因にあげず、全て征服戦争が原因としている。
ラス・カサスと同時代の記録として、スペイン人の年代記作者シエサ・デ・レオンの『ペルー誌』（1522年-1554年）がある。シエサ・デ・レオンはインカが秩序を保っていたが、キリスト教徒が多くの王国を破壊したと書いた。アンデスでは、インカの王としてスペインに抵抗をしていたトゥパク・アマルが1572年に処刑された。
スペインやポルトガルに続いて、他のヨーロッパ諸国も植民地化を行なった。オランダはキュラソー、イギリスはジャマイカ、フランスはハイチに進出してスペインから領土を奪った。

#### スペインの政策
カール5世によるインディアス新法（1542年）ののち、フェリペ2世は通称インディアス基本法（1573年）を制定した。これにより、それまでの「征服」を「和親」に変更するなどの変更がなされた。しかしインディアスにおいては、本国スペインの法律は「尊重すれども履行せず」という状態が多かったともいわれる。法体系の整理は、インディアス法令集（1680年）までかかることになった。
1570年代には諸外国でスペインの植民地支配に関する悪評が立っており、ペルー副王のフランシスコ・デ・トレド（在位1569年-1581年）は、『報告』をインディアスから撤収する命令を出した。ペルーでは、スペインのインディアス支配を正当化し、ラス・カサスの業績を否定する『ユカイの覚書』（通称『ユカイ文書』、1571年）と呼ばれる文書が発表された。『ユカイ文書』は発表当時は匿名であったが、現在ではトレド副王の従兄弟にあたるガルシア・デ・トレドが著者だと判明している。ラス・カサスが批判していたエンコミエンダ制度は禁止され、インディオの強制労働も制約されていった。

#### 布教
ラス・カサスの没後に上陸したイエズス会（1572年）は、それまでアメリカで伝道していた修道会と異なり、農地経営を行なった。拡大した農地から銀山へ物資を提供し、産出された銀をメキシコやスペインへ運ぶ業務にも進出した。イエズス会は北米のカリフォルニアからメキシコ、パラグアイ、ブラジル、アルゼンチンなどに所領を持ったため、スペイン政府によってアメリカ大陸から排除された。その後もカトリック教会は政府とは別個の巨大な経済基盤となり、死者の手とも呼ばれて独立後の経済問題となった。

#### 独立運動
中南米では、18世紀以降にスペインからの自治権獲得や独立を求める運動が起きた。『報告』は宗主国の圧政を知り、運動を正当化する書物として読まれた。イエズス会士のパブロ・ビスカルド・イ・グスマーンの『アメリカ生まれのスペイン人に宛てた手紙』（1792年）や、ユカタン半島のクリオーリョによる独立運動で『報告』が引用や活用をされた。独立革命を指導する人物の中には、スペインに対する最高の戦術はラス・カサスの作品を流布させることだと語った者もいたといわれる。
19世紀末にはニューヨークで英語版が出版されて、米西戦争におけるアメリカ合衆国の正当性の根拠として使われた。19世紀末から20世紀にかけては、中南米でインディヘニスモの運動が起き、宗主国からの独立後も生活が苦しいインディオを擁護する運動が行われた。インディヘニスモにおいて、ラス・カサスは「インディオの使徒」などの名称で呼ばれて評価された。

#### 史料研究
インディアスに関する史料をラス・カサスの著作とともに分析する研究が進み、ラス・カサスの他の著作である『インディアス史』や『インディアス文明誌』もあわせて読まれるようになった。影響を与えた研究として、歴史学者ルイス・ハンケの実証研究による『スペインの新大陸征服』や、マルセル・バタイリョンの研究がある。

### 日本語訳
- ラス・カサス『インディアスの破壊についての簡潔な報告』染田秀藤訳、岩波書店〈岩波文庫 青427-1〉、1976年6月。ISBN 978-4-00-334271-8。
- バルトロメー・デ・ラス・カサス『インディアス破壊を弾劾する簡略なる陳述』石原保徳訳、現代企画室〈インディアス群書 第6巻〉、1987年12月。ISBN 978-4-7738-8701-3。
- ラス・カサス『インディアスの破壊についての簡潔な報告』染田秀藤訳（改訳決定版）、岩波文庫、2013年8月。ISBN 978-4-00-358001-1。